# Timur Eneev
Timur Magomedovich Eneev (Grozny, 23 de setembro de 1924 – 8 de setembro de 2019) foi um matemático russo especialista em mecânica e processos de controle. Um asteroide Eneev descoberto em 1978 é denominado em sua homenagem. Foi editor chefe do periódico Cosmic Research.
Morreu em 8 de setembro de 2019.